# Tim Hortons Field
Tim Hortons Field é um estádio multiuso localizado na cidade de Hamilton, Ontário, no Canadá. Ele foi construído para a disputa dos Jogos Pan-Americanos de 2015, em Toronto, e durante o evento recebeu o nome de "Estádio Pan-Americano de Futebol".